# Chloromma mimica
Chloromma mimica är en fjärilsart som beskrevs av W. Warren 1896. Chloromma mimica ingår i släktet Chloromma och familjen mätare. Inga underarter finns listade i Catalogue of Life.